# Allium macleanii
Allium macleanii — вид рослин з родини амарилісових (Amaryllidaceae); поширений від Середньої Азії до Гімалаїв Пакистану, Непалу, Індії.

## Опис
Цибулини від яйцюватих до округлих, 2–6 см завширшки; зовнішні оболонки сірувато-чорні. Стеблини ≈ 1 м заввишки. Листки широколінійні, 1–3 мм завширшки, голі. Зонтики сферичні, 6–7 см упоперек, багатоквіті. Листочки оцвітини пурпурні, ланцетні, 5–6 мм завдовжки, від гострих до тупих.

## Поширення
Поширення: Киргизстан, Таджикистан, Туркменістан, Афганістан, Пакистан, Непал, північна Індія.